# Elecciones estatales de San Luis Potosí de 1961
Las elecciones estatales de San Luis Potosí de 1961 se llevaron a cabo en dos jornadas diferentes, la primera el domingo 2 de julio de 1961 y en ellas se renovó el siguiente cargo de elección popular en el estado mexicano de San Luis Potosí:
- Gobernador de San Luis Potosí. Titular del Poder Ejecutivo del estado, electo para un periodo de seis años no reelegibles en ningún caso, el candidato electo fue Manuel López Dávila aunque en medio de acusaciones de fraude electoral.[2]

Y la segunda el domingo 3 de diciembre de 1961 en que se eligió:
- 54 ayuntamientos. Compuestos por un presidente municipal y regidores, electos para un periodo de tres años no reelegibles para el periodo inmediato.

## Resultados electorales

### Gobernador
|  | 79.35 % |

|  | 16.44 % |

|  | 4.21 % |

### Ayuntamientos
| Partido | Partido | Partido                                     | Ayuntamientos |
| ------- | ------- | ------------------------------------------- | ------------- |
|         |         | Partido Acción Nacional                     | 0/54          |
|         |         | Partido Revolucionario Institucional        | 54/54         |
|         |         | Partido Popular Socialista                  | 0/54          |
|         |         | Partido Auténtico de la Revolución Mexicana | 0/54          |
|         |         | Partido Comunista Mexicano                  | 0/54          |
|         |         | Partido Nacionalista Mexicano               | 0/54          |
|         |         | Partido Fuerza Potosina                     | 0/54          |
|         |         | Partido Demócrata Potosino                  | 0/54          |
| Total   | Total   | Total                                       | 54            |

#### Ayuntamiento de San Luis Potosí
|  | 68.64 % |

|  | 20.67 % |

|  | 9.35 % |

|  | 0.82 % |

|  | 99.48 % |

|  | 82.86 % |

|  | 17.14 % |